# Puma concolor anthonyi
El puma del este de América del Sur (Puma concolor anthonyi) es una población del puma sudamericano, anteriormente considerada una subespecies de la misma. Se encuentra distribuido mayoritariamente en Venezuela, donde no se encuentra en peligro de extinción, mientras que al sur de Brasil, Uruguay y Argentina su existencia es casi nula.

## Distribución y hábitat
Esta población, si bien fue exterminada en buena parte de su área de distribución original, aún ocupa un dilatado territorio que va desde el sur de Venezuela, siguiendo por el este de Brasil, el este de Paraguay, el nordeste de la Argentina, hasta el Uruguay, donde es muy raro, y durante décadas se lo dio por extinto. En este último país, desde la década de 1990, se cuentan con registros en los departamentos de Tacuarembó —paso Aguiar—, Lavalleja, Artigas —arroyo del Tigre—, Paysandú, Salto, Cerro Largo —arroyo Sarandí—, y Río Negro —establecimiento Mafalda (de la compañía Forestal Oriental S.A.)—.
Al norte del Uruguay, en el estado brasileño de Río Grande del Sur, sobreviven poblaciones localizadas en su mitad norte, presentando la zona centro y sur del estado solo esporádicos ejemplares en tránsito.
Hacia el noroeste se encuentran las poblaciones de la anterior subespecie conocida como puma del norte de América del Sur, con las cuales contacta en el bajo río Amazonas y afluentes de su margen derecha. Hacia el sudoeste se encuentran las poblaciones conocida como puma argentino (Puma concolor cabrerae), con las cuales contacta en el chaco Paraguayo y el nordeste de la Argentina.  
Posee alta capacidad de adaptación a casi todo tipo de hábitats, tanto en tierras bajas como montañosas, y desde desiertos hasta cualquier formación forestal, aunque prefiere las zonas con vegetación densa, pero también puede vivir con poca vegetación en zonas abiertas. Sus hábitats preferidos son sierras, quebradas rocosas, y bosques densos.

## Dieta
Se alimentan principalmente de mamíferos y en ocasiones llega a atacar al ganado doméstico. Prefieren habitar en lugares silvestres; excepcionalmente se acercan a núcleos urbanos. Ejemplares adultos, en especial los de edad avanzada, pueden llegar a tomar al ser humano como presa, especialmente niños, aunque generalmente prefieren emprender la huida ante la presencia de personas en su territorio.

## Taxonomía

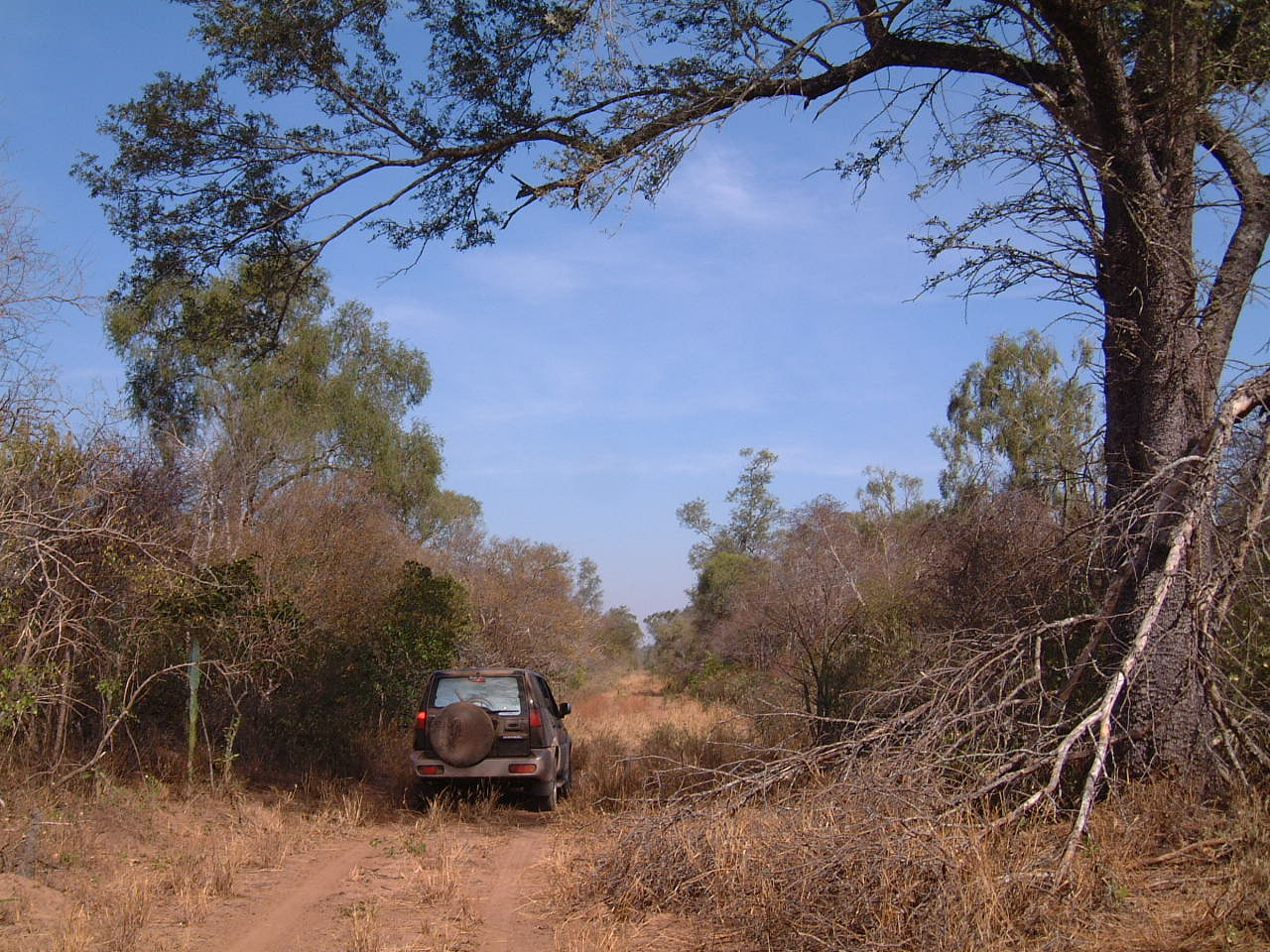
Bosques característicos de la provincia fitogeográfica Chaqueña, en el departamento de Alto Paraguay del Chaco Paraguayo; uno de los hábitats característicos de esta población.

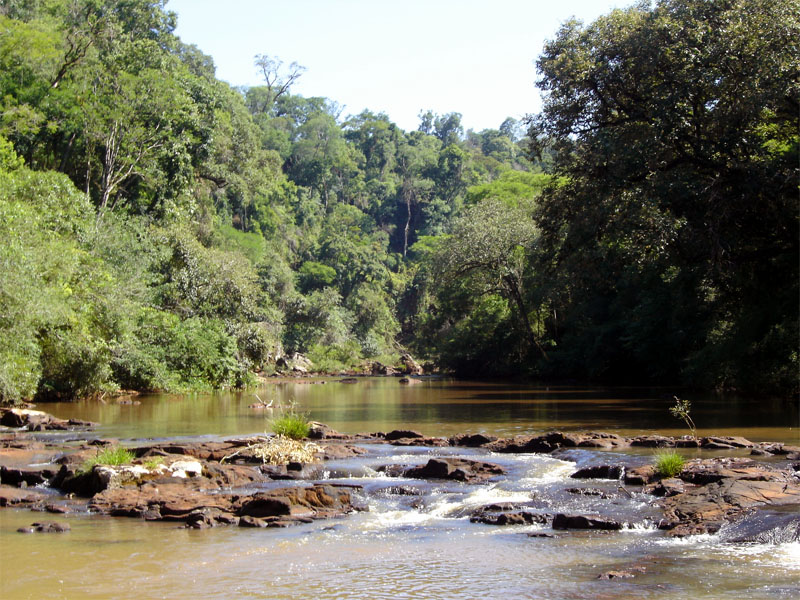
Selva correspondiente a la provincia fitogeográfica Paranaense en Misiones, nordeste de la Argentina; uno de los hábitats que aún mantienen poblaciones de esta población.

Según un estudio genético, el área que ocupa esta población es un centrum de diversidad genética, y el núcleo fundador de las poblaciones actuales de la especie, hace 200 000 a 300 000 años. Desde allí habría colonizado o recolonizado extensos territorios hasta llegar a América del Norte, donde habría arribado a finales del Pleistoceno, hace solo 10 000 años, recuperando dicho territorio para la especie, de donde fue extirpada en un masivo evento de extinción durante el Pleistoceno tardío que eliminó al 80 % de las especies de grandes vertebrados de América del Norte.

### Investigación año 2006
Hasta finales del siglo XX se habían registrado 32 subespecies de puma, sin embargo, un estudio genético de ADN mitocondrial mostró que muchas de ellas son demasiado similares como para ser reconocidas como taxones diferentes. Tras la investigación, la 3ª edición del «Mammal Species of the World» reconoció solo 6 subespecies.
En este ordenamiento, bajo Puma concolor anthonyi se incluyó este taxón además de otras subespecies que han pasado a integrar su sinonimia, las que antes se daban como válidas, todas ellas son:
- Puma concolor anthonyi
  - Puma concolor anthonyi (Nelson, 1931), del sur de Venezuela. La localidad típica es: «Playa del río Base, monte Duida, territorio Amazonas, Venezuela». Según otros autores, este taxón corresponde a la sinonimia de Puma concolor concolor, por lo que entonces marcan como prioridad para la denominación científica de los pumas del este sudamericano a Puma concolor capricornensis.[8]
  - Puma concolor borbensis (Nelson & Goldman, 1933), llamado «puma amazónico». La localidad típica es: «Borba, río Madeira, Amazonas, Brasil».
  - Puma concolor greeni (Nelson & Goldman, 1931), llamado «puma nordestino»; habita en los bosques de las caatingas del nordeste del Brasil. Localidad tipo: «Cerca de Curraes Novas, Río Grande del Norte».
  - Puma concolor nigra (Jardine, 1834)
  - Puma concolor acrocodia (Goldman, 1943), llamado «puma chaqueño» o «puma del Mato Grosso»; identificada como de tamaño mediano, los ejemplares de la fase leonada son más canelas);[9] habita en las estepas, bosques, y selvas en galería característicos de la provincia fitogeográfica Chaqueña, en la región chaqueña, en el sudoeste de Mato Grosso do Sul, Brasil, la cuenca del alto río Paraguay, el extremo sudeste de Bolivia y, según los autores, toda la zona chaqueña de Paraguay y Argentina, o solo la región oriental de la misma. La localidad típica es: «Descalvados, Mato Grosso, Brasil».
  - Puma concolor capricornensis (Goldman, 1946), llamado «puma misionero»; identificada como de tamaño mediano, y pelaje de tonos rojizos (no hay registros de la fase parda ni de la gris);[9] habita en las estepas, bosques, y selvas de la región austral del taxón actual, manteniendo poblaciones sobrevivientes en las selvas de la provincia fitogeográfica Paranaense.[10] La localidad típica es: «Piracicaba, São Paulo, Brasil».

Según la IUCN, el nombre correcto para esta subespecie no sería el de Puma concolor anthonyi sino el de Puma concolor capricornensis.

### Investigación año 2017
A partir de 2017, el Grupo de trabajo de clasificación de gatos del Grupo de especialistas en gatos reconoce solo dos subespecies como válidas:
- Puma concolor concolor, actualmente conocido como puma sudamericano o león de montaña andino, en América del Sur, posiblemente excluyendo la región noroeste de los Andes. A partir de 2017, las subespecies sudamericanas se consideran sinónimos de P. c. concolor:
  - Puma concolor anthonyi
  - Puma concolor cabrerae
  - Puma concolor costaricensis
  - Puma concolor puma
- Puma concolor couguar en América del Norte y Central y posiblemente en el noroeste de América del Sur.

## Estado de conservación
Las poblaciones de pumas han sufrido una reducción de su geonemia, aunque todavía habitan en un amplio territorio, por lo que la UICN la categorizó como de «Preocupación menor», si bien algunos especialistas creen que sería mejor un cambio a la categoría de «Vulnerable».
En Brasil, esta población fue categorizada como: «Vulnerable», en tanto que en el estado de Río Grande del Sur se categorizó como: «En Peligro».